# Concholepas concholepas
Concholepas concholepas ist eine Schneckenart aus der Familie der Stachelschnecken (Muricidae), die an der Pazifikküste Südamerikas verbreitet ist. Die Schnecke ernährt sich überwiegend von Seepocken und Muscheln.

## Merkmale
Das dicke, leicht eiförmige Schneckenhaus von Concholepas concholepas, das bei ausgewachsenen Schnecken eine Länge von etwa 7 bis 13 cm erreicht, hat nur sehr wenige Umgänge, die sehr schnell zunehmen und der Schale so das Aussehen einer phrygischen Mütze geben. Die Gehäusemündung ist sehr groß und wird nicht durch das Operculum verschlossen. Die äußere Oberfläche des Hauses ist mit kräftigen Rippen überzogen, die sowohl quer als auch längs verlaufen. Sie ist innen weiß und außen dunkelbraun bis violett-grau gefärbt. Die Schnecke hat einen kurzen Kopf, an dem die beiden halbzylindrischen, an ihrer Spitze konischen Fühler am Grunde zusammen sitzen. Die kleinen schwarzen Augen sitzen an einer Verbreiterung auf der Hälfte der Fühler. Neben dem rechten Fühler sitzt beim Männchen der Penis. Der Mund sitzt an der Basis der beiden Fühler und ist von einer dreieckigen Vertiefung des Fußes umgeben. Der dicke, fleischige, vorn gerundete und dahinter abgeflachte Fuß ist von Falten und Runzeln überzogen. Er ist weiß bis gelb-grünlich mit einem braunen Rand und violetten Flecken. Die oberhalb des Kopfes mündende Kiemenhöhle ist groß und enthält in der Mitte eine große und am Rand eine kleine Kieme.
Die Schnecke kann sich nicht ins Schneckenhaus zurückziehen, kann sich aber mit diesem gleich einer Napfschnecke oder einem Seeohr mit Hilfe ihres kräftigen Fußes am Felsen festhalten. Das hornige Operculum ist länglich mit einem seitlichen Kern und viel zu klein, um die Mündung zu verschließen.

## Verbreitung
Concholepas concholepas tritt an der Pazifikküste Südamerikas von Lobos de Afuera in Peru bis Kap Hoorn in Chile einschließlich der Juan-Fernández-Inseln auf.

## Lebensraum
Concholepas concholepas lebt auf Felsen in gemäßigten Gewässern in der Gezeitenzone und darunter bis zu einer Tiefe von 40 m.

## Lebenszyklus
Wie andere Stachelschnecken ist Concholepas concholepas getrenntgeschlechtlich. Das Männchen begattet das Weibchen mit seinem Penis. An der Küste Zentralchiles befestigen die Weibchen ihre Eikapseln während des südlichen Herbstes an felsigem Untergrund im unteren Bereich der Gezeitenzone und tiefer. Etwa einen Monat nach Eiablage entschlüpfen den Kapseln Veliger-Larven, die einen Schalendurchmesser von etwa 260 µm haben. Es folgt eine etwa dreimonatige pelagische Phase, während der die Larven von Plankton leben, bis sie am felsigen Untergrund bis 30 m Tiefe zu kleinen Schnecken metamorphosieren. Die Geschlechtsreife wird im Alter von etwa 4 Jahren bei einer Gehäuselänge von 5,4 bis 6,7 cm erreicht.

## Nahrung
Wie andere Stachelschnecken ernährt sich Concholepas concholepas von Muscheln, darunter Miesmuschelarten wie Semimytilus algosus und Perumytilus purpuratus, sowie von Seepocken wie z. B. Chthamalus scabrosus.

## Bedeutung für den Menschen

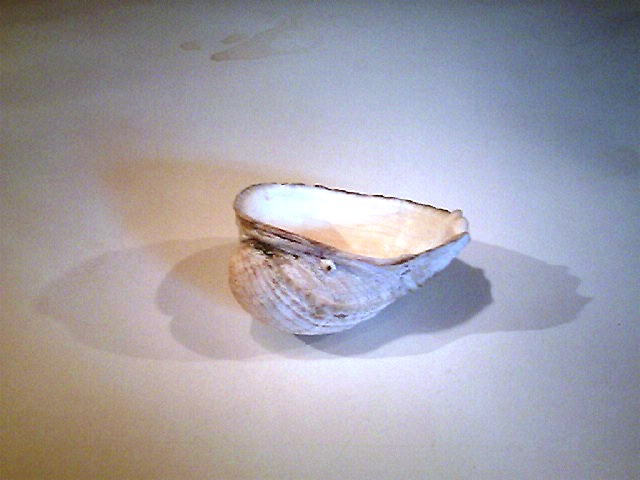
Das Gehäuse von Concholepas concholepas wird in Chile als Aschenbecher verwendet.

Lokale Trivialnamen für die Art sind loco (Chilenisches Spanisch, Lehnwort aus dem Mapudungun), pata de burro („Eselsfuß“) oder chanque (Peruanisches Spanisch). Auf Englisch wird sie auch Chilean abalone („Chilenisches Seeohr“) genannt, weil sie äußerlich einem Seeohr („abalone“) ähnelt.
Concholepas concholepas wird wegen seines Fleisches gesammelt. Durch massenhafte Überfischung sind die Bestände drastisch zurückgegangen. In Chile ist die Art deshalb 1988 unter Schutz gestellt worden. Seit 1992 gibt es an Genehmigungen gebundene Ausnahmen, die jedoch ausschließlich für Schnecken ab einer Gehäuselänge von 10 cm gelten. Teilweise werden auch die Schneckenhäuser verwendet, so z. B. als Aschenbecher in Chile.
Das Hämocyanin aus dem Blut dieser Art wird auf Nutzungsmöglichkeiten bei Blasenkrebs und Prostatakrebs hin untersucht.